# Gaedia hispanica
Gaedia hispanica là một loài ruồi trong họ Tachinidae.